# Als je verliefd wordt
Als je verliefd wordt is een Nederlandse romantische komedie uit 2012, geregisseerd door Hans Scheepmaker. De film is gebaseerd op de roman Hoge hakken, echte liefde uit 1980 van Dimitri Frenkel Frank die in 1981 werd verfilmd. 

## Verhaal
Benjamin is getrouwd met de rijke Marilou waardoor hij baas kan zijn van een groot bedrijf. Als Benjamin op een dag Patty ontmoet, wordt hij verliefd op haar. Als hij een dag later ontdekt dat ze werkt in de kantine van zijn bedrijf, moet Benjamin iets verzinnen om haar verliefd te laten worden op hem, maar niet als werkgever. Benjamin schakelt hulp in van Daniël, die zegt dat hij beter vermomd als een ander persoon door het leven kan gaan zonder luxe dingen. Benjamin gaat hiermee een dubbelleven leiden waardoor hij ook als werknemer Bennie bij hetzelfde bedrijf gaat werken. Dit levert wel veel stress op, maar hij bereikt hiermee wel dat hij de aandacht van Patty krijgt. Na verloop van tijd wordt Patty ook verliefd op Bennie, maar Benjamin moet op een gegeven moment eerlijk zijn over zijn dubbelleven, anders raakt hij haar kwijt.

## Rolverdeling
| Acteur            | Personage              |
| ----------------- | ---------------------- |
| Bas Muijs         | Benjamin / Bennie      |
| Fajah Lourens     | Patty                  |
| Elle van Rijn     | Marilou                |
| Joost Buitenweg   | Werknemer van Benjamin |
| Talisia Misiedjan | Collega van Patty      |
| Edwin Jonker      | Jimmy                  |
| Ernst Daniël Smid | Daniël                 |